# Szegycsont

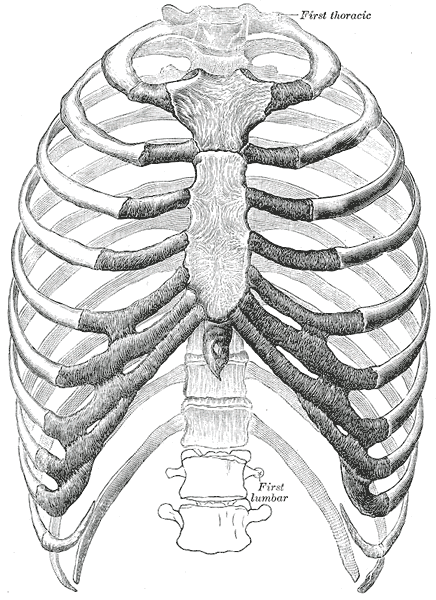
A mellkas csontos váza elölről nézve, középen a szegycsonttal

Ez a szócikk elsősorban az emberi szegycsontról szól.
A szegycsont vagy mellcsont (latinul sternum) a mellkas páratlan csontja. Három részből áll: a markolatból, a testből és a kardnyúlványból.

## Fejlődéstan

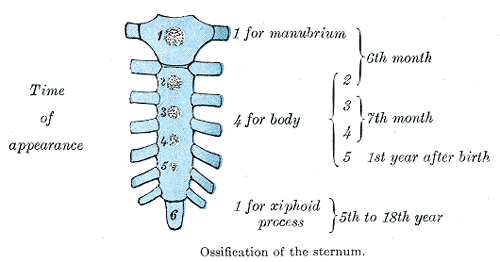
A szegycsont csontosodása több csontmagból indul meg

A szegycsont a szomatikus mezodermából alakul ki. Az embrióban előbb két porcos szternális léc jön létre elöl, a középvonalhoz közel, majd ezek egyesülnek egymással. Ezután a szegycsont csontosodása több csontmagból indul meg.

## Anatómia

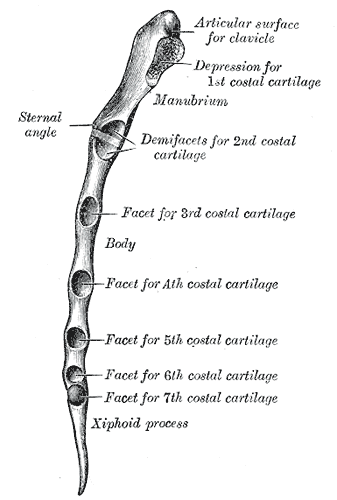
A szegycsont oldalnézetből (balra az elülső felszínnel)

A szegycsont páratlan, lapos, szivacsos csont, benne felnőttkorban is vörös csontvelő található.
A csont három részből áll (markolat, test, kardnyúlvány), melyek között porcos összeköttetés (synchondrosis) van.
A markolat (manubrium sterni) trapéz alakú képlet, a felső végén sekély bevágással (incisura jugularis), mely a jugulum alsó határát képezi. A markolathoz kapcsolódik a két kulcscsont valamint az 1. bordaporcok, melyek számára bevágások találhatók a csonton (incisura clavicularis illetve incisura costalis I). A szegy–kulcscsonti ízületben a két csont között egy rostporcos lemez (discus articularis) helyezkedik el.
A markolat a jól tapintható szegycsontszögletben (angulus sterni) csatlakozik a szegycsonttesthez. A szöglet magasságában ízesül a szegycsont a 2. bordaporcokkal. A bordaporcok számára létrejött bevágások (incisura costalis II) mind a markolatot, mind a testet érintik.
A testhez (corpus sterni) a 3–7. bordaporcok kapcsolódnak, a III–VII. bordai bevágások területén (incisurae costales III–VII). E bordaporcok nem csak a 3–7. bordákat, hanem a 8., 9. és 10. bordákat is összekötik a szegycsonttal.
A szegycsont legalsó része a kardnyúlvány (processus xiphoideus), melynek alsó vége porcos, és gyakran kettős marad.

### Szegycsonton eredő izmok
A szegycsonton eredő izmok részt vesznek a nyak és fej rögzítésében és mozgatásában (fejbiccentő izom, szegy-nyelvcsonti izom, szegycsont-pajzsizom), a nyelésben, szájnyitásban és hangadásban (szegy-nyelvcsonti izom, szegycsont-pajzsizom), a belégzésben (szegy-nyelvcsonti izom, szegycsont-pajzsizom, nagy mellizom, rekeszizom) és kilégzésben (haránt mellkasizom, egyenes hasizom), a vállöv és kar mozgatásában (nagy mellizom), a törzs rögzítésében és mozgatásában (egyenes hasizom) valamint a hasprésben (egyenes hasizom, rekeszizom). A hasprés az alapja többek között a már említett kilégzésnek, a köhögésnek, a tüsszentésnek, a hányásnak, a szülésnek, a vizeletürítésnek, a székletürítésnek, továbbá szerepe van a törzs stabilizálásában minden nagyobb izomerő kifejtésekor.
A szegycsonti izom (m. sternalis) csak az emberek 5%-ában van jelen; szerepe a mell bőrének összehúzása.

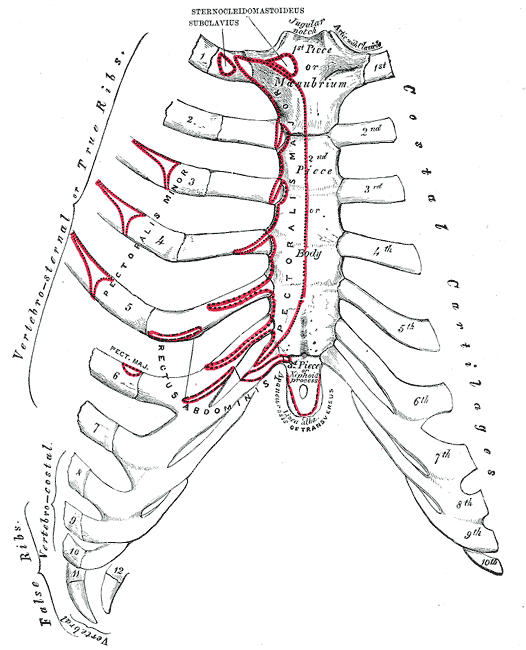
A szegycsont és a bordák elölről. Pirossal jelölve az izmok eredése. (Gray's Anatomy)
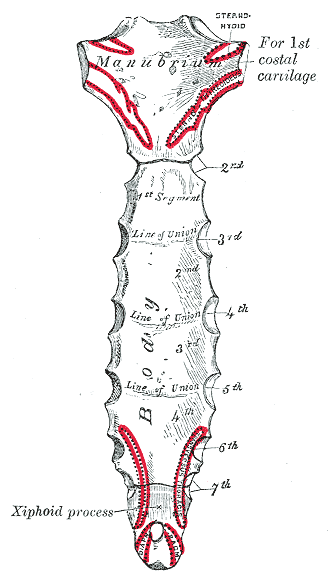
A szegycsont hátulról.

| Izom neve                                          | Eredés | Tapadás |
| -------------------------------------------------- | --- | --- |
| Fejbiccentő izom (musculus sternocleidomastoideus) | a szegycsont markolatának elülső felszínén és a kulcscsont szegycsonti harmadán | a halántékcsont csecsnyúlványán (processus mastoideus) és mögötte, a nyakszirtcsont felső tarkóvonalának (linea nuchalis superior) oldalsó szakaszán |
| Szegy-nyelvcsonti izom (m. sternohyoideus)         | a szegycsont markolatának belső oldalán, az 1. borda porcának felső szélén és a szegy-kulcscsonti ízület tokján | a nyelvcsont testén |
| Szegycsont-pajzsizom (m. sternothyroideus)         | az előbbitől lejjebb, a szegycsont belső oldalán és az 1. borda porcának belső felszínén | a pajzsporc lemezének külső felszínén, a ferde vonalon (linea obliqua)                                                                               |
| Nagy mellizom (m. pectoralis major)                | a kulcscsont szegycsonti felén, a szegycsont markolatán és testén, az 1–6. borda porcán és a rectushüvely (az egyenes hasizom tokjának) elülső lemezén | a karcsont nagy gumói taraján (crista tuberculi majoris)                                                                                             |
| Szegycsonti izom (m. sternalis)                    | a szegycsont szélén, a fascia pectoralis-on (a nagy mellizmot borító izompólyán) | a fascia pectoralis-on |
| Haránt mellkasizom (m. transversus thoracis)       | a mellkas belső felszínén a szegycsont testén, a kardnyúlvány oldalán és a 6–7. borda porcán | a 2–6. bordán a csont–porc határon |
| Egyenes hasizom (m. rectus abdominis)              | az 5–7. borda porcának külső felszínén, a szegycsont testének és kardnyúlványának határán és a ligamentum costoxiphoidea-kon (a kardnyúlvány és a 7. bordaporc közt feszülő szalagok) | a szeméremcsont felső szárán, a két csípőcsont összeköttetéséhez (symphysis pubicahoz) közel                                                         |
| Rekeszizom (diaphragma)                            | az eredés körbefut a mellkas–hasüreg határ mentén: a kardnyúlvány belső felszínén, a rectushüvelyen, a 6–12. borda porcának belső felszínén, az 1–4. ágyéki csigolya testén és a köztük lévő porckorongokon valamint a ligamentum arcuatum mediale-n és laterale-n (inas ívek a 2. ágyékcsigolya testétől a harántnyúlványáig, majd onnan a 12. bordáig | az izomkupola közepén lévő inas lemezen, a centrum tendineum-on                                                                                      |

## Betegségek
Tölcsérmell (pectus excavatum) esetében a szegycsonttest, a bordaporcok és a kardnyúlvány hátrahajlanak, ami miatt a mellkason tölcsér alakú besüppedés látszik.
A tyúkmell (pectus carinatum) a bordák, a bordaporcok vagy a szegycsont elődomborodásával jár.
Mindkét mellkasdeformitás akadályozhatja a légzést.
A szegycsonthasadék ritka fejlődési rendellenesség; a szternális lécek összenövésének hiánya okozza. Előfordulhat, hogy a hasadékon át a szív előtüremkedik (ectopia cordis).
A szegycsont törése a szív sérülésével járhat.

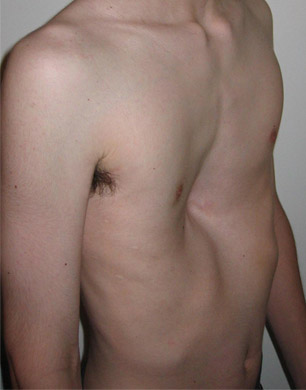
Tölcsérmell
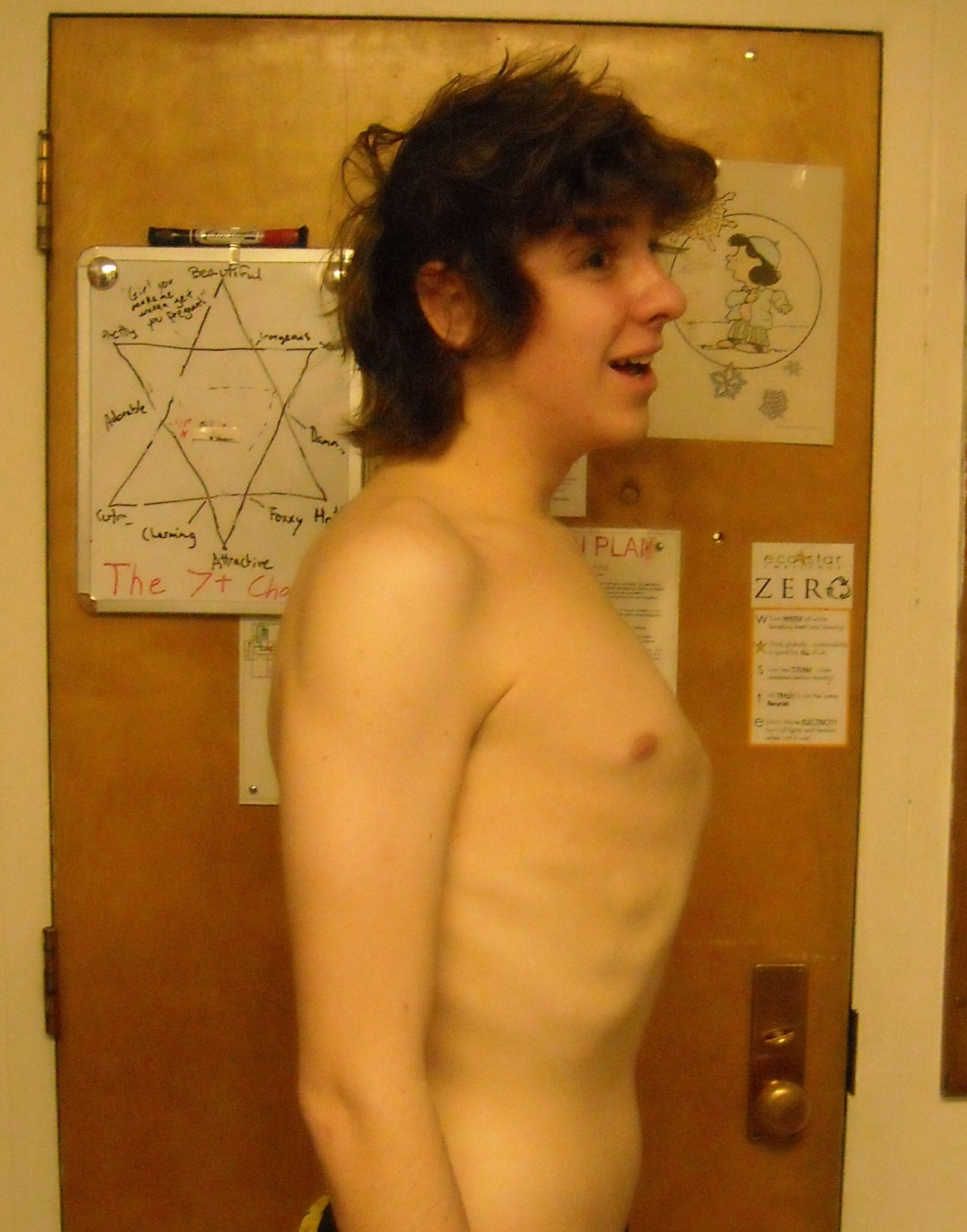
Tyúkmell
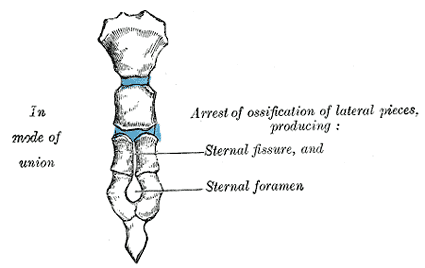
Szegycsonthasadék

## Egyéb orvosi vonatkozások
Mivel a szegycsont vörös csontvelőt tartalmaz, és könnyen hozzáférhető, ezért gyakran vesznek belőle csontvelőmintát, citológiai vizsgálatra. A mintavételi technikát szternumpunkciónak nevezik.
Szívműtétekhez és más mellkasi műtétekhez a mellkast gyakran a szegycsont átvágásával nyitják meg. E technika neve szternotómia.
Újraélesztés során a szegycsontra kifejtett nyomásokkal igyekszünk fenntartani a vérkeringést, valamint a szív ingerlésével visszaállítani a normális szívritmust.

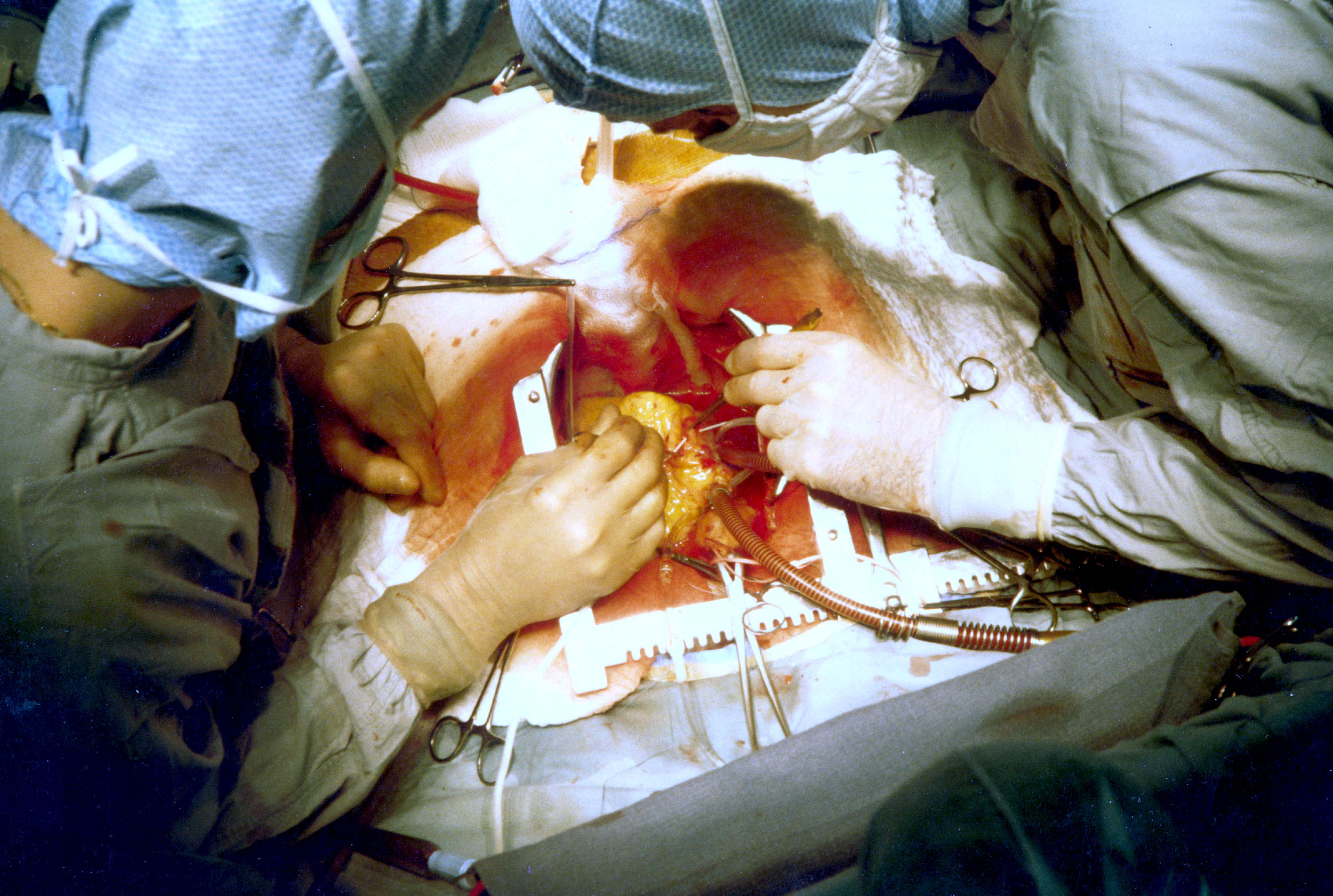
Szívműtét
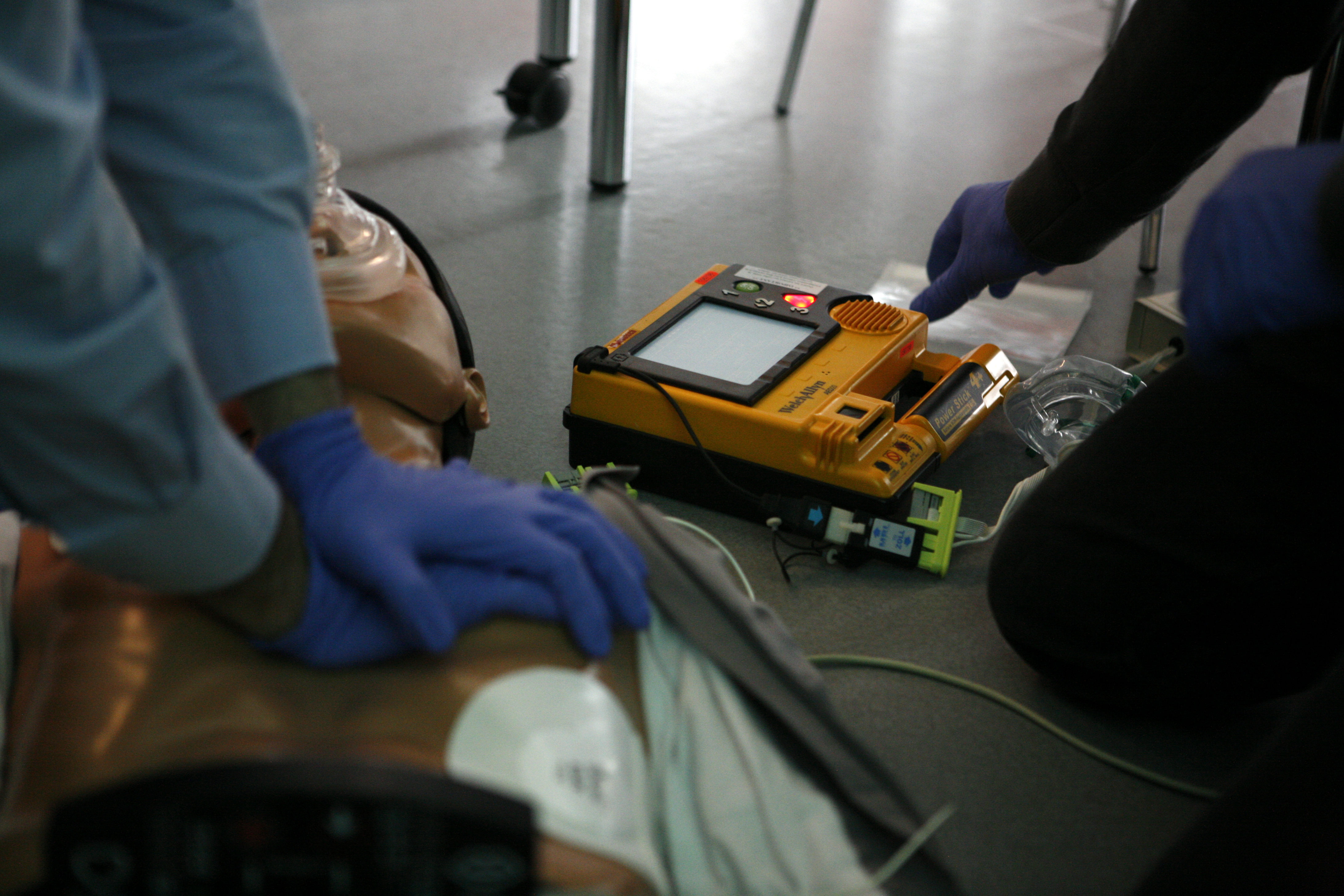
Újraélesztés gyakorlása